# Ernie Blenkinsop
Ernie Blenkinsop (20 d'abril de 1902 - 24 d'abril de 1969) fou un futbolista anglès de la dècada de 1930.
Fou internacional amb la selecció d'Anglaterra en 26 ocasions. Passà la major part de la seva carrera a Sheffield Wednesday FC. També jugà a Hull City AFC, Liverpool FC i Cardiff City FC.